# Physoglenes lagos
Espèce
Physoglenes lagos est une espèce d'araignées aranéomorphes de la famille des Physoglenidae.

## Distribution
Cette espèce est endémique du Chili. Elle se rencontre dans les régions d'Araucanie et de Los Lagos.

## Description
La femelle holotype mesure 1,65 mm et le mâle paratype 4,01 mm.

## Étymologie
Son nom d'espèce lui a été donné en référence au lieu de sa découverte, la région de Los Lagos.

## Publication originale
- Forster, Platnick & Coddington, 1990 : A proposal and review of the spider family Synotaxidae (Araneae, Araneoidea), with notes on theridiid interrelationships. Bulletin of the American Museum of Natural History, no 193, p. 1-116 (texte intégral).